# إيزابيل (مسلسل)
إيزابيل (بالإسبانية: Isabel)‏ هو مسلسل تلفزيوني إسباني بدأ بثه في 2012 وإنتهى عرضه في سنة 2014. يتناول المسلسل حياة إيزابيلا الأولى ملكة قشتالة، المسلسل من إخراج جوردي فراديس وبطولة ميشيل جينر ورودولفو سانشو وجينيس غارسيا ميان ورامون مادوالا وبيدرو كازابلانك وإينهوا سانتاماريا وجوردي دياز. تم عرض المسلسل على 3 أجزاء في التلفزيون الإسباني، وقد تمت دبجلة المسلسل إلى العربية وعرض على قنوات أبو ظبي دراما فوكس حكايات والحياة دراما. تم تصوير المسلسل في مختلف مناطق إسبانيا من قصرش ومدريد وشقوبية وإشبيلية وصور أيضاً في قصر الحمراء في غرناطة.

## القصة
يبدأ الجزء الأول من المسلسل بحياة إيزابيل أثناء حداثتها مع شقيقها ألفونسو، أمير أستورياس ونزاعه ضد أخيه إنريكي الرابع ملك قشتالة، تنتهي بعدها بموت شقيقها المفاجئ، لتبدأ إيزابيل نزاعها مع شقيقها إنريكي بتحريض النبلاء وألذي أراد أن يزوجها لأمير فرنسا، تتزوج فيما بعد بفرناندو الثاني أمير أراغون، وينتهي الجزء بموت شقيقها وتنصيب نفسها ملكة على قشتالة.
الجزء الثاني يبدأ بحرب الخلافة القشتالية مع ابنة شقيقها خوانا لا بلترانيخا وضد البرتغال، بعد نهاية الحرب تبدأ قصتها في حروب الاسترداد ضد إمارة غرناطة، آخر الدول الإسلامية في شبه الجزيرة الأيبيرية، وينتهي الجزء بدخولها إلى غرناطة وباكتشاف كريستوفر كولومبوس للأمريكيتين.
الجزء الثالث يبدأ بالنزاع مع البرتغال حول أراضي العالم الجديد وثم النزاع مع فرنسا على روسيون وبدأ الحروب الإيطالية لأجل السيطرة على الأراضي الإيطالية الغنية، وكذلك عقد التحالفات من خلال تزويج أبنائها مع بقية ملوك وأمراء أوروبا، ينتهي الجزء بنزاع كل من زوجها فرناندو وزوج إبنتها فيليب الوسيم على سلطة قشتالة قبيل وفاة الملكة إيزابيل في سنة 1504.

## البطولة
| الممثل                     | الدور                                |
| -------------------------- | ------------------------------------ |
| ميشيل جينر                 | إيزابيلا الأولى ملكة قشتالة          |
| رودولفو سانشو              | فرناندو الثاني                       |
| جينيس غارسيا ميان          | خوان باتشيكو                         |
| بيدرو كازابلانك            | ألفونسو كاريو دي أكونيا              |
| رامون مادوالا              | غونزالو تشاكون                       |
| أينهوا سانتاماريا          | بياتريز بوباديا                      |
| جوردي دياز                 | أندريس كابريرا                       |
| بابلو ديركوي               | إنريكي الرابع ملك قشتالة             |
| باربرا ليني                | خوانا من البرتغال                    |
| بيري بونسي                 | غوتييري دي كارديناس                  |
| سيرجيو بيريز مينشيتا       | غونزالو كوردوبا                      |
| وليام ميلر                 | بلتران ديلا كويفا                    |
| فكتور إلياس                | ألفونسو، أمير أستورياس               |
| سيزار فيا                  | بيدرو جيرون أكونيا باتشيكو           |
| كلارا سانشيز               | إيزابيل أفيس (1428-1496)             |
| خوان ميسيغور               | دييغو هورتادو دي ميندوزا             |
| كارمن سانشيز               | خوانا لا بلترانيخا                   |
| جوردي بانوكولوتشا          | خوان الثاني ملك أراغون               |
| دانييل أبالاديخو           | أفونسو الخامس ملك البرتغال           |
| مونيكا فيك                 | كلارا تشاكون                         |
| ألفارو مونخي               | جواو الثاني                          |
| لويس سولير                 | هرناندو تالافيرا                     |
| أوزيبيو بونسيلا            | فرانثيسكو خيمينيث دي ثيسنيروس        |
| خوليو مانريكي              | كريستوفر كولومبوس                    |
| أليكس مارتينيز             | أبو عبد الله محمد الثاني عشر         |
| أليسيا بوراخيرو            | عائشة الحرة                          |
| إيرين إسكولار              | خوانا ملكة قشتالة و أراغون           |
| راول ميريدا                | فيليب الوسيم                         |
| جينا لالين، ماريا كانتويل  | إيزابيلا من أراغون                   |
| ناتاليا رودريغز            | كاثرين أراغون                        |
| سوزانا أبايتوا             | ماريا من أراغون                      |
| إرنستو أرياس               | بيدرو بيرالتا دي إيزبيلتا            |
| ماتيو خالون، أدريان لامانا | خوان، أمير أستورياس                  |
| أورسولا كوربيرو            | مارغريت أميرة النمسا                 |
| نوريا غاياردو              | بياتريس من البرتغال (دوقة فيسيو)     |
| روبرتو إنريكيز             | أبو الحسن علي بن سعد                 |
| ناني خيمينيز               | ثريا الرومية/إيزابيل دي سوليس        |
| خافيير مورا                | أبو عبد الله محمد الثالث عشر (الزغل) |
| مانويل دويسو               | توماس توركيمادا                      |
| فرناندو سانسيغيدو          | أنطونيو جاكوبو دي فينيريس            |
| فرناندو كويرفو             | غوتيري غوميز دي فوينساليدا           |
| بلانكا إسبينو              | ألدونزا دي إيفورا                    |
| ألبا غارسيا                | مريمة                                |
| ماكارينا سانز              | سوزانا سسون                          |
| ياهير كابال                | سانتياغو دي باردازا                  |
| ألفونسو لارا               | لورينزو باداز                        |
| خيما دي ميغيل              | إبراهام سينيور                       |
| إيفان هيرميس               | مانويل الأول ملك البرتغال            |
| ناتشو ألديغير              | سيزار بورجيا                         |
| بابلو كاستانيون            | بارتولوميو كولومبوس                  |
| ليديا ميراندا              | بياتريس غاليندو                      |
| إليسابيت جيلابيرت          | كاتالينا                             |
| مانيل سانس                 | موسيس                                |
| فرناندو سوتو               | رودريغو بونسي دي ليون نونيز          |
| ناتشو لوبيز                | ألفونسو دي بالنسيا                   |
| أرتورو كيريخيتا            | ألفونسو دي فونسيكا                   |
| لوسيا مارتينيز             | بياتريز إنريكيز                      |
| أنطونيو جاريدو             | إنريكي بيريز دي غوزمان               |
| ميغيل أنخيل جينر           | سانشو خيمينيز دي سوليس               |
| ماريو غاس                  | فرانسيسك دي فيرنتالات                |
| خواكين نوتاريو             | فرناندو الثاني دوق براغانزا          |
| ميكيل تيو                  | كوبولا                               |
| هوفيك كيوشكريان            | فراثيسكو راميريز دي مدريد            |
| خوليو فيليز                | دييغو ساسون                          |
| إيميليو ليندر              | سانتانغيل                            |
| راول سانز                  | ألفارو دي زونيغا غوزمان              |
| بول مونن                   | أفونسو، أمير البرتغال                |
| خوسيه بيدرو كاريون         | لويس الثاني ديلا تريمويه             |
| هكتور كاربايو              | شارل الثامن ملك فرنسا                |
| مارتا بيلمونت              | آن دوقة بريتاني                      |
| جاكوبو ديسينتا             | خوان مانويل بيلمونتي                 |
| ألفارو مورتي               | سولدادو دي جيرون                     |
| أبيل فولك                  | فرانس فان بوسليدين                   |
| دانييل هولغوين             | المفتس بورتوغيس                      |
| بورخا لونا                 | لويس الثاني عشر                      |
| فيرمي ريخاش                | هنري السابع ملك إنجلترا              |
| خورخيه كالفو               | برناردو بويل                         |
| بيب جوف                    | بولس الثاني                          |
| كاميلو غارسيا              | سيكتوس الرابع                        |
| راول تيخون                 | ألونسو دي أوخيدا                     |
| عبد الله العزيز            | يوسف                                 |
| لويس غارسيا                | بيدرو دي بوباديلا                    |
| ماليا كوندي                | بياتريز باتشيكو                      |

## الجوائز
فاز هذا المسلسل بجوائز عديدة، وأبرزها جائزة بريميوس أونداس لأفضل مسلسل في سنة 2012، وحازت الممثلة ميشيل جينر على جائزة ACE في نيويورك كأفضل ممثلة تلفزيونية لاتينية. تجاوز عدد متابعي المسلسل 4 ملايين في إسبانيا.

## وصلات خارجية
- إيزابيل على موقع IMDb (الإنجليزية)
- إيزابيل على موقع فيلمافينيتي (الإسبانية)
- إيزابيل على موقع كينوبويسك (الروسية)
- إيزابيل على موقع ألو سيني (الفرنسية)
- إيزابيل على موقع قاعدة بيانات الفيلم (الإنجليزية)

- إيزابيل على قاعدة بيانات الأفلام على الإنترنت